# Escut de Vandellòs i l'Hospitalet de l'Infant
L'escut oficial de Vandellòs i l'Hospitalet de l'Infant té el següent blasonament:
Escut caironat: d'or, 2 llorers de sinople acostats; el cap de sable. Per timbre, una corona mural de poble.

## Història
Va ser aprovat el 10 de febrer del 1992 i publicat al DOGC del 26 de febrer del mateix any.
Els dos llorers són un senyal parlant referent al nom del poble, ja que Vandellòs deriva de la forma vall de llors, o vall de llorers. L'escut d'or amb el cap de sable són les armes dels barons d'Entença, car el poble va pertànyer a Tivissa fins al 1818, la qual formava part de la baronia.